# Aldo Maria Scalise

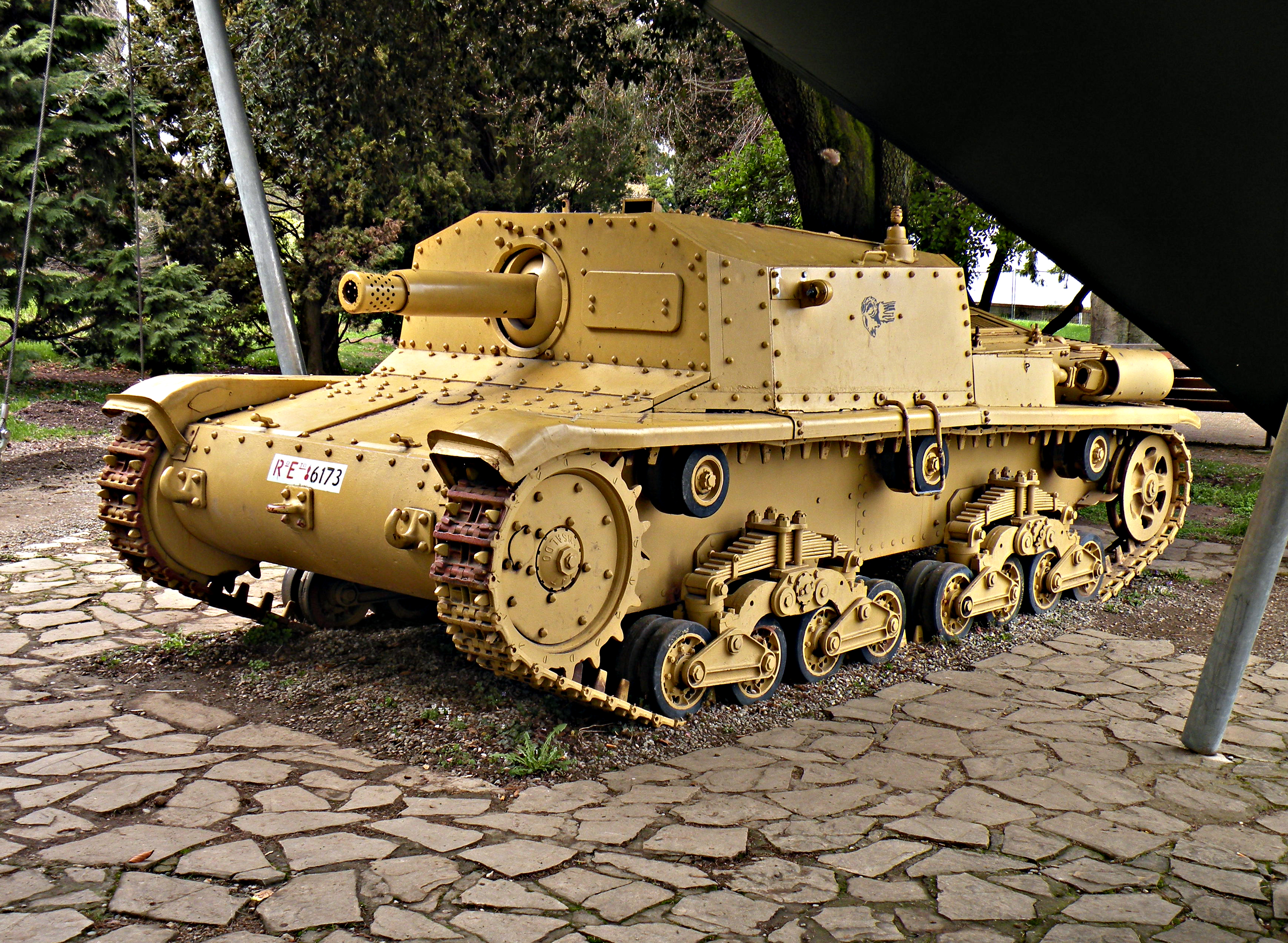
Semovente 75/18 su scafo M42, presso il Museo delle Storie di Bergamo, ubicato nella Rocca

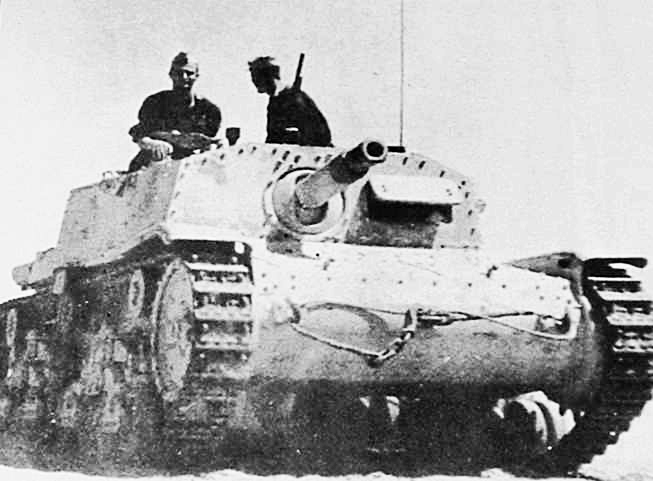
Semovente da 75/18: si noti l'arma automatica Breda sul tetto, parzialmente visibile contro la figura del militare a destra

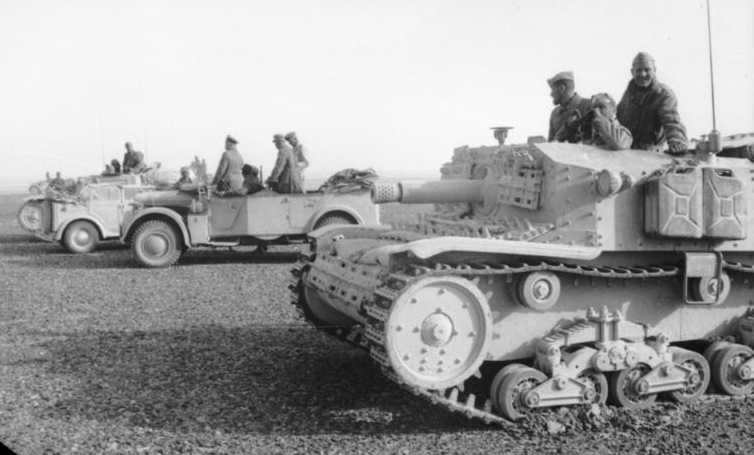
Fronte libico: in primo piano un M41 e, in secondo piano su un'auto militare, il generale Erwin Rommel

Aldo Maria Scalise (Vercelli, 13 settembre 1919 – Rughet el Atasc, 27 maggio 1942) è stato un militare italiano, decorato con la medaglia d'oro al valor militare alla memoria durante la seconda guerra mondiale.

## Biografia
Nato a Vercelli, figlio primogenito dell'allora capitano Giovambattista Scalise e di Franca Olmo, impalmata pochi giorni prima della fine della prima guerra mondiale, consegue la maturità classica presso il Liceo ginnasio "Carlo Alberto" di Novara. Nell’ottobre 1937 entra alla Regia accademia militare di artiglieria e genio di Torino, uscendone dopo il biennio, nel 1939, col grado di sottotenente d'artiglieria in servizio permanente effettivo. Ammesso alla frequenza della Scuola d'applicazione, all’entrata in guerra dell'Italia, interrotto il corso per una vacanza in Ungheria, rientra per prender parte, da volontario, alle brevi operazioni belliche contro la Francia sul fronte alpino occidentale con la 1ª batteria del gruppo “Susa” del 1º Reggimento artiglieria alpina, ritornando poi alla Scuola di applicazione ne esce nel 1941 col grado di tenente, primo classificato su 73 allievi.
Rientrato al reggimento, successivamente, richiede e ottiene di passare a un reparto di artiglieria d'assalto. Verso i primi di giugno del 1941 raggiunge il 3º Reggimento artiglieria celere "Emanuele Filiberto", a Ferrara, dove ottiene il comando di uno dei primi carri semoventi d'artiglieria. Formazione che poco dopo passa a far parte del 132º Reggimento artiglieria. Dopo un intenso periodo di esercitazioni e manovre svolte in Veneto, viene incorporato nella Divisione corazzata "Ariete" che nei primi di gennaio del 1942 viene inviata in Africa Settentrionale.
Sbarcato a Tripoli l'8 gennaio 1942, giunto ad Agedabia, partecipa alla controffensiva dell'Asse. Riceve diversi encomi dal comando di divisione per le numerose azioni a piccolo e grande raggio nel deserto e, il 14 marzo, viene insignito della medaglia di bronzo al valor militare "sul campo" per il suo comportamento in combattimento.
Il 27 maggio 1942, nel corso dello scontro di Rughet el Atasc, in qualità di sottocomandante della 1ª batteria (comandata dal cap. Marco Folchi-Vici) essendosi questa portata avanti rispetto allo schieramento dei carri (VIII battaglione sulla destra, il IX sulla sinistra) in modo da battere in infilata le postazioni nemiche, Scalise si spingeva avanti col proprio pezzo avanzando velocemente ed esponendosi col proprio corpo per individuare meglio gli obiettivi da colpire ma, mentre piombava su una postazione di fuoco, sopprimendola, veniva ferito gravemente assieme al radiotelegrafista da un proiettile perforante che aveva colpito e attraversato il semovente. Nonostante le ferite, ordinava di continuare l’avanzata e facendo fuoco col proprio pezzo riuscendo a eliminare altre postazioni nemiche. Nel continuare l’azione viene ferito mortalmente una seconda volta al petto e ferito il pilota. Nel mentre, grazie al fuoco d’infilata del gruppo, procedeva l’avanzata dei due battaglioni carri che travolgevano ogni resistenza nemica.
Monumento alla M.O.V.M. e al Ten. Scalise a Vercelli
Da parte dell'Esercito il 9 giugno 1985 è stato installato dopo l'ingresso della caserma Scalise, su un prato, a Vercelli, un carro 75/18 dedicato al tenente Scalise e a tutte le M.O.V.M.. Erano presenti anche parte dei reduci del 5º gruppo Artiglieria della divisione Ariete che combatterono a fianco del loro ufficiale.